# Tesoro de la catedral de Tréveris

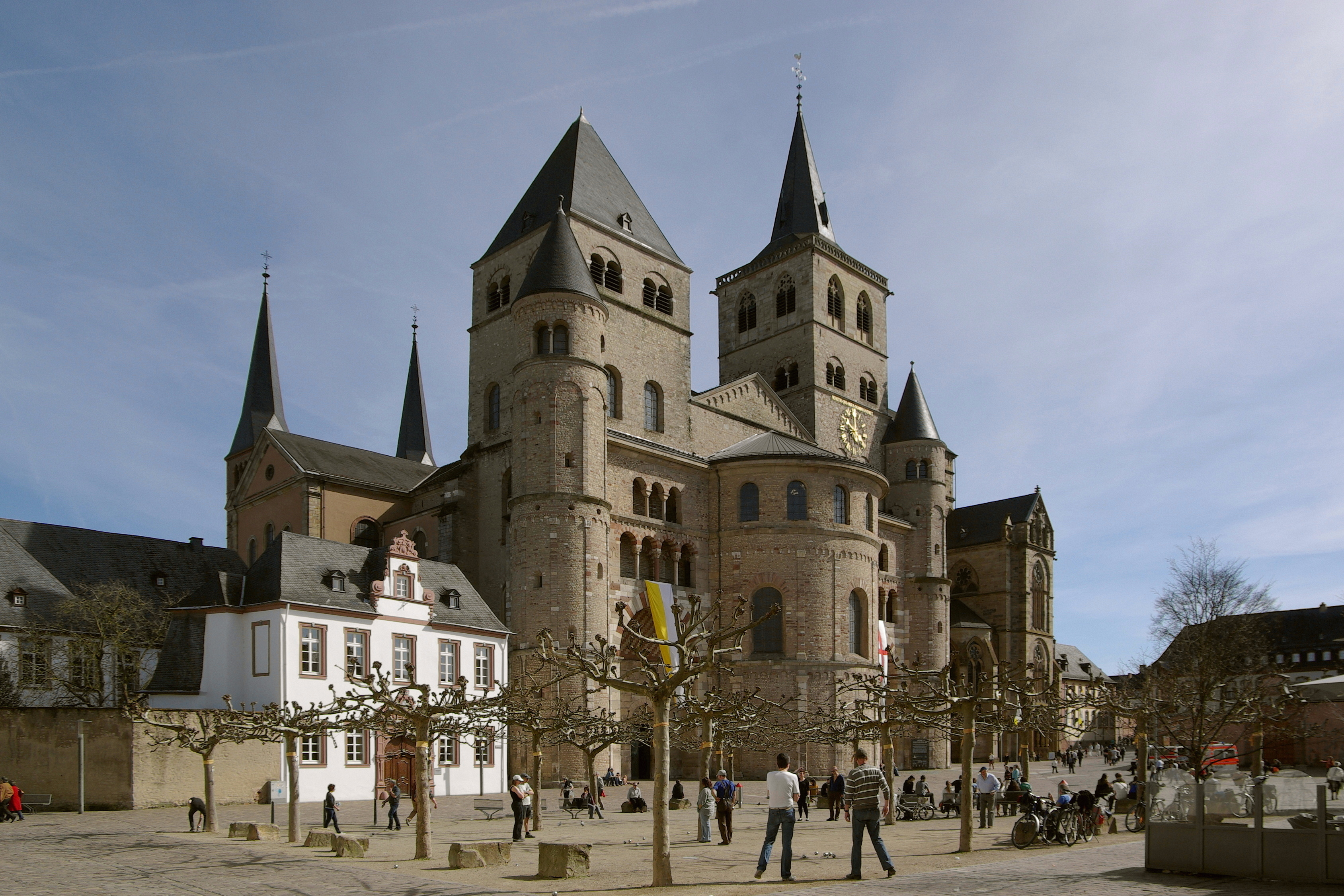
Catedral de Tréveris desde la plaza Domfreihof.

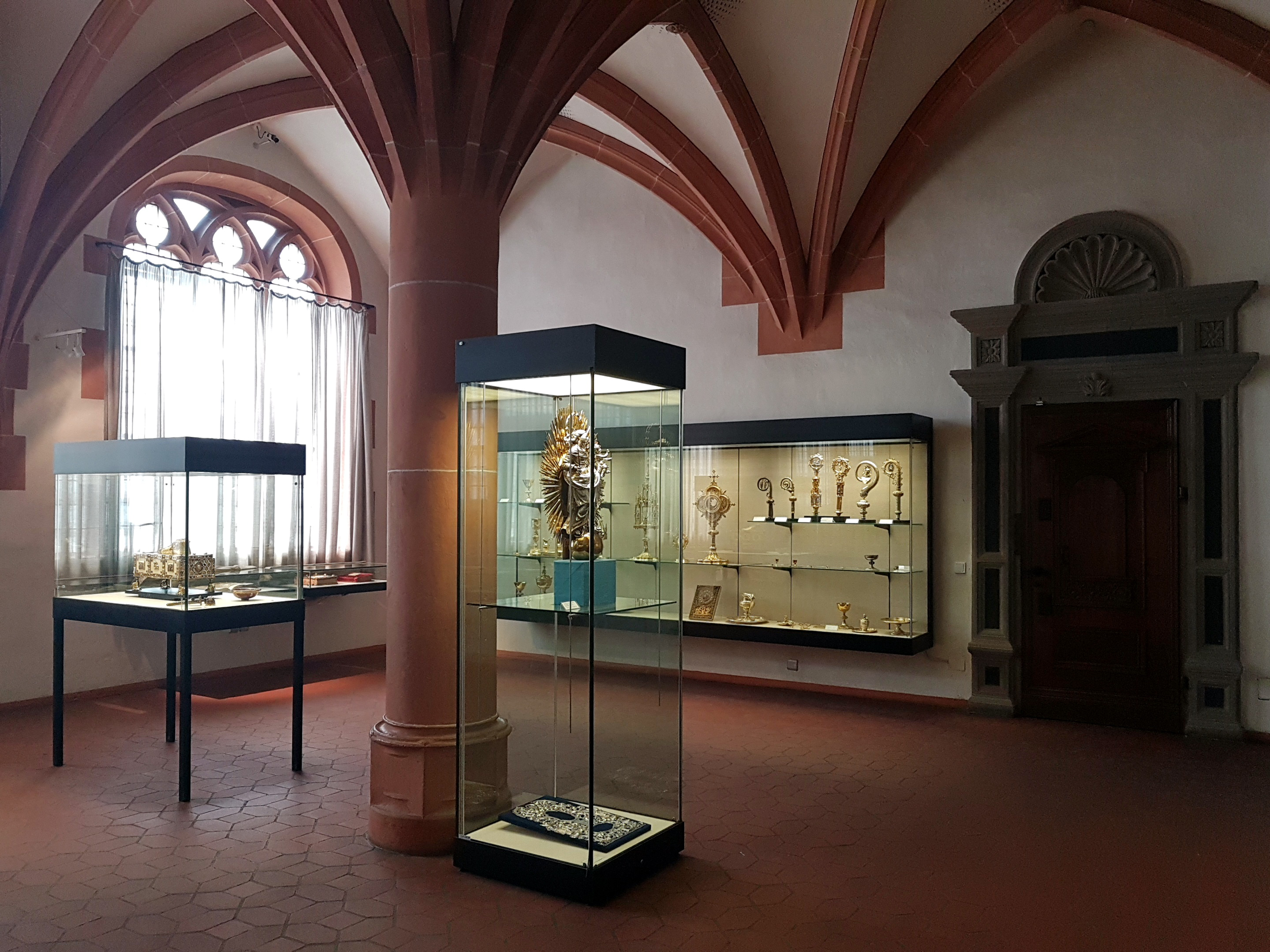
Vista de parte del Tesoro. A la izquierda, la vitrina con el santuario de Egberto.

El Tesoro de la catedral de Tréveris es una colección de arte cristiano medieval y moderno en Tréveris, Alemania. La colección es propiedad de la diócesis católica de Tréveris y se encuentra dentro de la catedral de Tréveris. Contiene algunas de las reliquias, relicarios, vasos litúrgicos, tallas de marfil, manuscritos y otros objetos artísticos más valiosos de la iglesia. La historia del tesoro de la catedral de Tréveris se remonta al menos a 800 años. A pesar de las cuantiosas pérdidas sufridas durante las Guerras de Coalición, es uno de los tesoros catedralicios más ricos de Alemania. Junto con la catedral, forma parte del Patrimonio Mundial de la UNESCO.

## Historia
Ya alrededor del año 1200, las reliquias de la catedral de Tréveris se conservaban en una sala separada al lado norte del presbiterio. Dado que la catedral es una de las iglesias más antiguas que se conservan en Alemania, es razonable suponer que el tesoro de la iglesia sea aún más antiguo. Según la tradición, varias reliquias importantes fueron adquiridas gracias a los esfuerzos de Helena de Constantinopla (madre de Constantino el Grande), quien residió en Tréveris a principios del siglo IV. Helena fue posteriormente canonizada. A finales del siglo X, bajo el arzobispo Egberto, Tréveris se convirtió en un centro del Renacimiento otoniano. Los famosos talleres de Egberto produjeron metalistería y manuscritos iluminados, de los cuales la catedral adquirió varios.
Debido al fuerte aumento en el número de peregrinos a partir del siglo XIV, alrededor de 1480 se construyó el "Badischer Bau" (Edificio Baden) en el lado sur para albergar el tesoro. La planta superior alberga el archivo de la catedral y, hasta la fecha, el tesoro catedralicio. De 1512 a 1655, las reliquias más importantes se mostraron a los peregrinos reunidos en la plaza Domfreihof desde una galería construida específicamente para este fin, frente al ábside occidental que da a dicha plaza. Se desconoce si también tuvieron lugar peregrinaciones septenales en Tréveris. Los inventarios que datan de 1238, 1429 y 1776 proporcionan mucha información sobre la historia del tesoro de la iglesia. A pesar de numerosos incendios, guerras y saqueos de la ciudad, el tesoro permaneció intacto durante siglos, aunque varias veces se movió temporalmente a la fortaleza de Ehrenbreitstein, el cual tenía un refugio seguro mantenido por los obispos de Tréveris.
En 1792, estalló la Guerra de la Primera Coalición y, dos años después, Tréveris, junto con el resto de Renania, se incorporó a la Primera República Francesa. Durante este período, se perdió gran parte del tesoro eclesiástico, ya que se fundieron numerosos objetos de oro y plata para cubrir los elevados impuestos de guerra establecidos al cabildo catedralicio. Solo en 1792, se entregaron 399 kilogramos de metal precioso a la Casa de la Moneda del Electorado de Tréveris. Solo doce objetos de metal precioso sobrevivieron al ataque. Uno de los muchos tesoros desaparecidos fue el llamado «monile de Santa Helena», una percha de oro con una reliquia de la Vera Cruz, que figura en el inventario de 1238. Una de las obras maestras, el llamado «Bastón de San Pedro», procedente de los talleres de Egberto, sobrevivió, pero pasó a manos de los duques de Nassau en 1802 y se encuentra en el tesoro de la Catedral de Limburgo desde 1827.
En los siglos XIX y XX, el tesoro de la iglesia se fue reabasteciendo en parte mediante donaciones y préstamos, pero también mediante compras al comercio de arte y encargos a talleres de arte sacro. El marfil de Tréveris, una obra de arte bizantino, que había formado parte del tesoro de la catedral hasta 1792, fue recomprado en 1845. Las excavaciones arqueológicas también produjeron en ocasiones hallazgos sorprendentes, como el descubrimiento en 1851 de un báculo del siglo XII en la tumba del arzobispo Enrique II de Finstingen. También en el siglo XIX, se reanudó la exhibición periódica de las reliquias, especialmente de la Túnica Sagrada. En 1844 se estimó que participaron en la peregrinación unos 600.000 peregrinos; en 1891, quizás más de un millón.
Al final de la Segunda Guerra Mundial, el tesoro de las catedral de Tréveris, junto con los de Aquisgrán y Essen, quedaron ocultos en un túnel minero abandonado cerca de Siegen, para protegerlos de los bombardeos aéreos. Allí fueron descubiertos por tropas estadounidenses en abril de 1945, puestos bajo custodia y, gracias, en parte, a la intercesión de Alfred Fissmer, el entonces alcalde de Siegen, los tesoros fueron devueltos parcialmente a sus ubicaciones originales en mayo de 1945, incluyendo el de Tréveris. Otros objetos, de menor valor, acabaron en el Punto Central de Recolección de Marburgo, en la ciudad Marburgo, desde donde fueron devueltos gracias a la labor de Walker Hancock (miembro del programa de Monumentos, Bellas Artes y Archivos).

## Colecciones
El tesoro de la Catedral de Tréveris se compone principalmente de relicarios, vasos litúrgicos, estatuas, relieves religiosos, tallas de marfil y manuscritos iluminados. Los objetos datan de entre los siglos III y XX.

### Reliquias y relicarios
Cuatro de las principales reliquias de la catedral no se conservan en el Tesoro, sino en otro lugar de la iglesia. Se trata de la Santa Túnica (en una capilla aparte tras el altar mayor), el relicario principal de Santa Elena (en la cripta este), el santuario-relicario de San Materno (en la cripta central) y el santuario-relicario de San Blas y otros santos (en la cripta oeste).
En el Tesoro se conservan:
- El Altar Portátil de San Andrés o Santuario de Egberto es un relicario colectivo en forma de un pequeño cofre, considerado una de las obras más importantes de la orfebrería otoniana. El relicario cuenta con placas de marfil, esmaltes y piedras preciosas, y un pie bañado en oro en la parte superior (el primer «relicario parlante»[n. 3] conocido, en forma de parte del cuerpo); se elaboró en los talleres de Egberto en Tréveris a finales del siglo X, por encargo del arzobispo Egberto de Tréveris (~950–993); una inscripción lo identifica como su donante. El relicario recibió el nombre de «Altar Portátil de San Andrés» (en alemán: Andreas-Tragaltar) por la reliquia más importante que contenía: una sandalia del apóstol Andrés. Además, el relicario contenía eslabones de la cadena utilizada para atar a San Pedro, cabellos de su barba y varias reliquias que se mencionarán por separado más adelante.[2][9]

- Un clavo de la Santa Cruz, traído de Tierra Santa, según la leyenda, por Santa Helena, engastado en un precioso relicario, también del taller de Egberto, antiguamente almacenado dentro del Santuario de Egberto.[10]

- El cuenco de Santa Helena, también almacenado antiguamente en el Santuario de Egberto. Está hecho de amatista y posiblemente data del siglo III o IV. Cuenta con adornos de plata procedentes de Bohemia y datan del siglo XIV.

- El relicario de plata del brazo de Santa Ana, que data del siglo XV, parcialmente renovado en el siglo XIX.

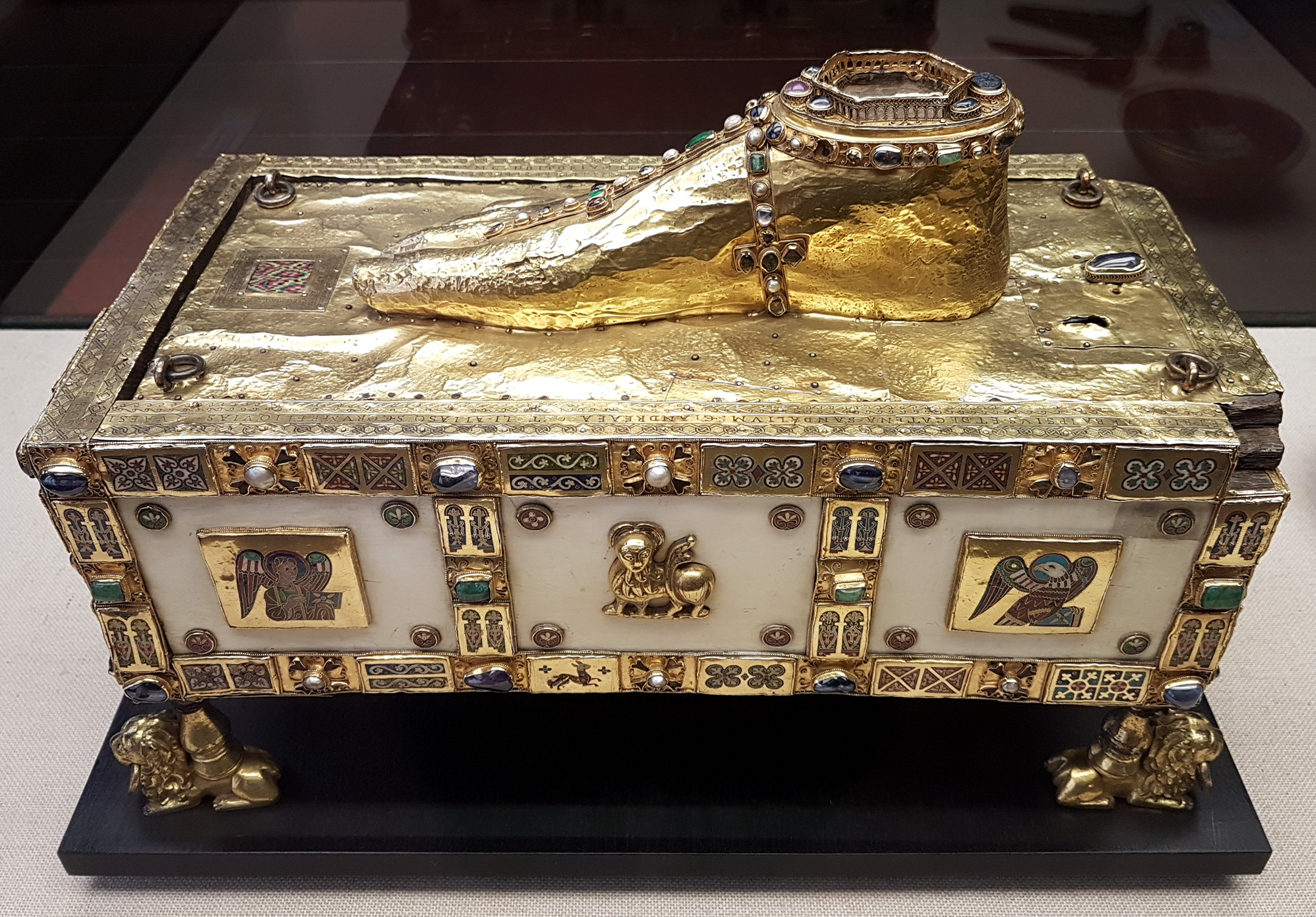
Santuario de Egbert
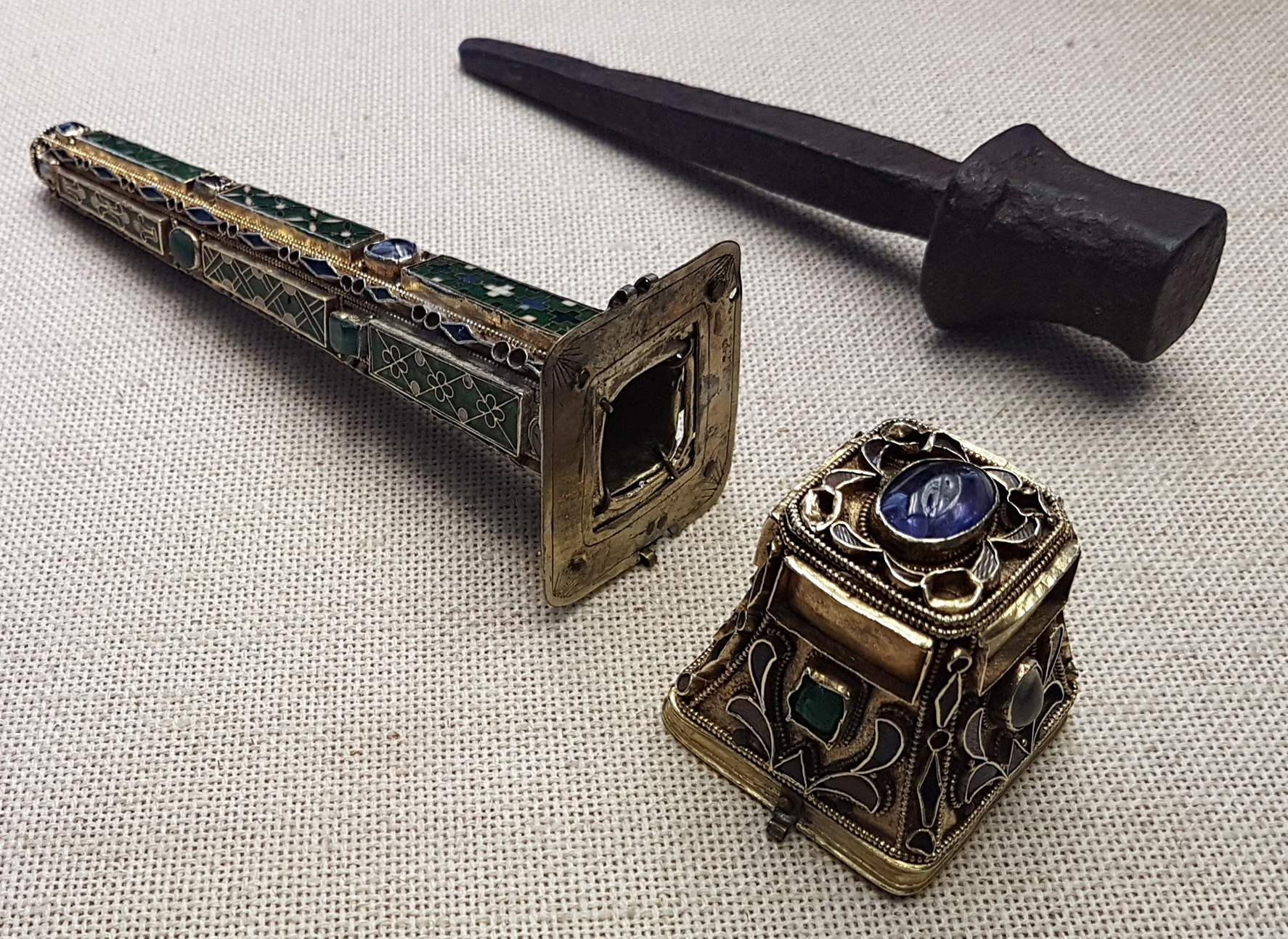
Relicario del Santo Clavo
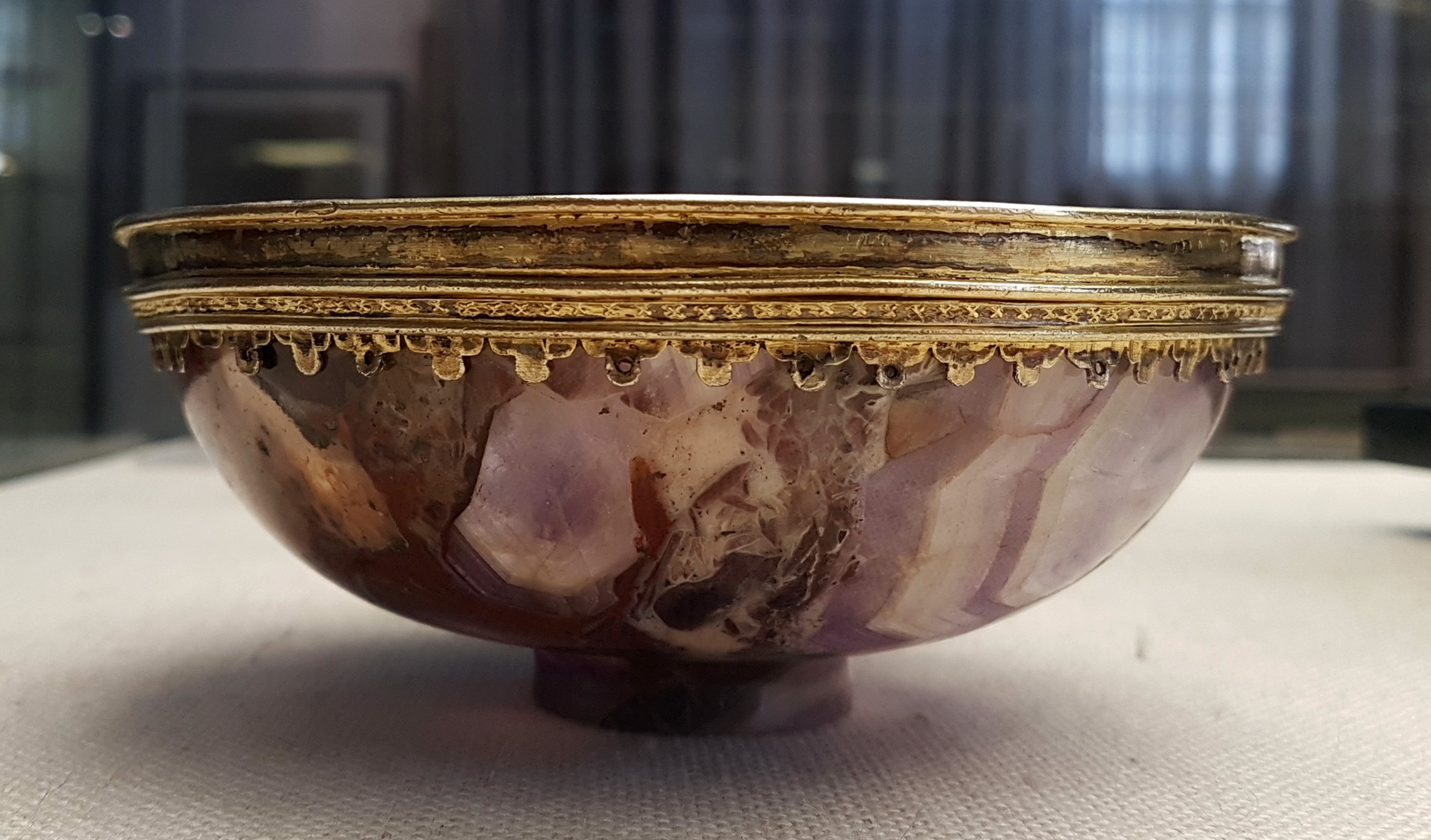
Cuenco de Santa Helena
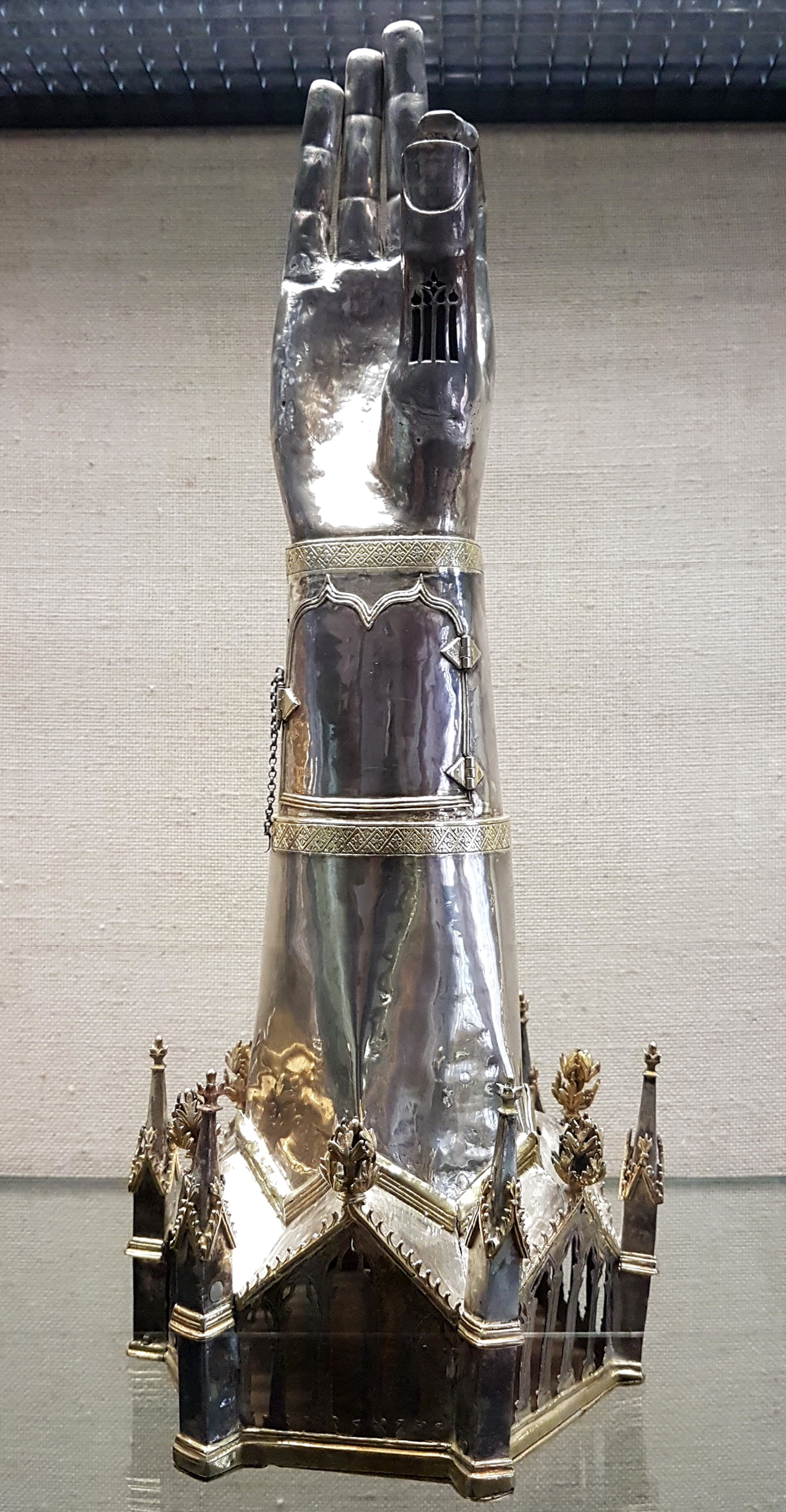
Relicario del brazo de Santa Ana

### Objetos litúrgicos
A lo largo de su larga historia, la catedral ha conservado numerosos vasos litúrgicos, candeleros, cruces procesionales y otros objetos utilizados en la misa o para la administración de los Santos Sacramentos. A pesar de las pérdidas sufridas a finales del siglo XVIII y principios del XIX, se conservan los siguientes:
- un altar portátil que se dice perteneció a San Vilibrordo; la inscripción en latín en la piedra de pórfido del altar del siglo VIII lo confirma; también informa que el altar contenía reliquias de la Vera Cruz y del sudario de Jesús (ahora contiene reliquias del vestido de la Virgen María); los marfiles y los relieves de plata se añadieron más tarde; hasta 1794 formó parte del tesoro de la Iglesia de Nuestra Señora de Tréveris (Tréveris, siglos VIII-XIV);

- un altar portátil con reliquias (¿Tréveris?, siglo XII);

- el cáliz funerario, la patena y el anillo episcopal de Poppo von Babenberg, arzobispo de Tréveris entre 1016 y 1047;

- el incensario de bronce de Gozbert (¿Tréveris?, c. 1100);

- un incensario de plata ricamente decorado (¿Tréveris?, siglo XII);

- una copa de coco, probablemente utilizada como relicario; originalmente de la iglesia de San Gangulfo (¿Tréveris?, c.  1550-1600);

- Diversos objetos litúrgicos de estilo neorrománico o neogótico, varios de ellos obra de los orfebres de Aquisgrán como Reinhold Vasters, Martin Vogeno y August Witte, y otros del taller de Brems-Varain en Tréveris.

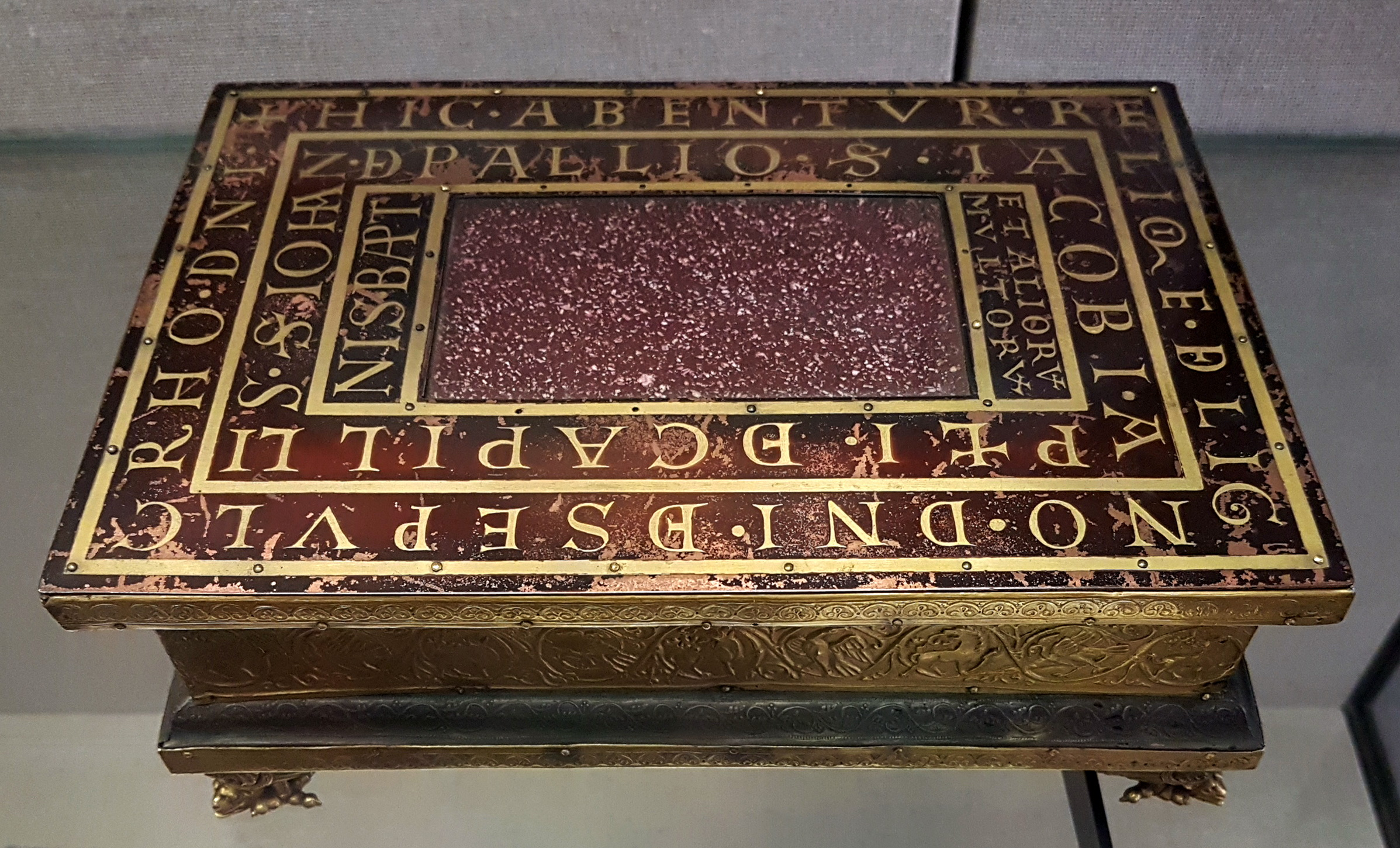
altar portátil del siglo XII
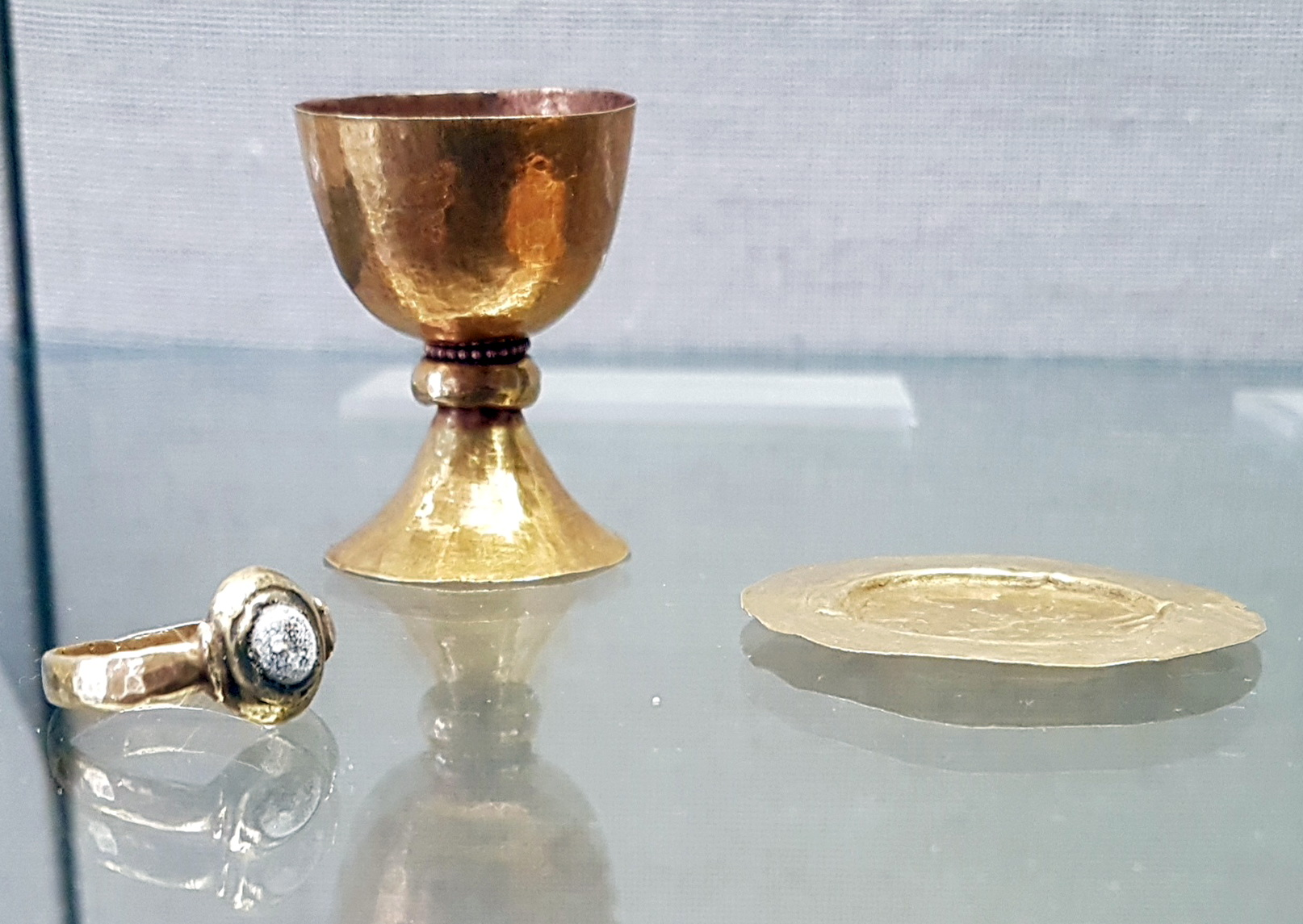
Ajuar funerario del obispo Poppo
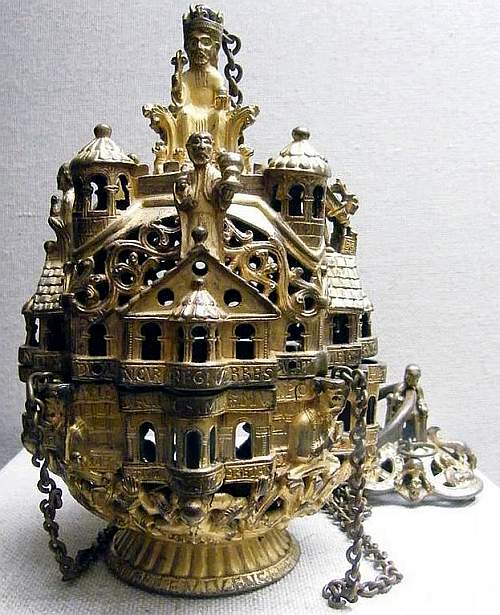
Incensario de Gozbert.
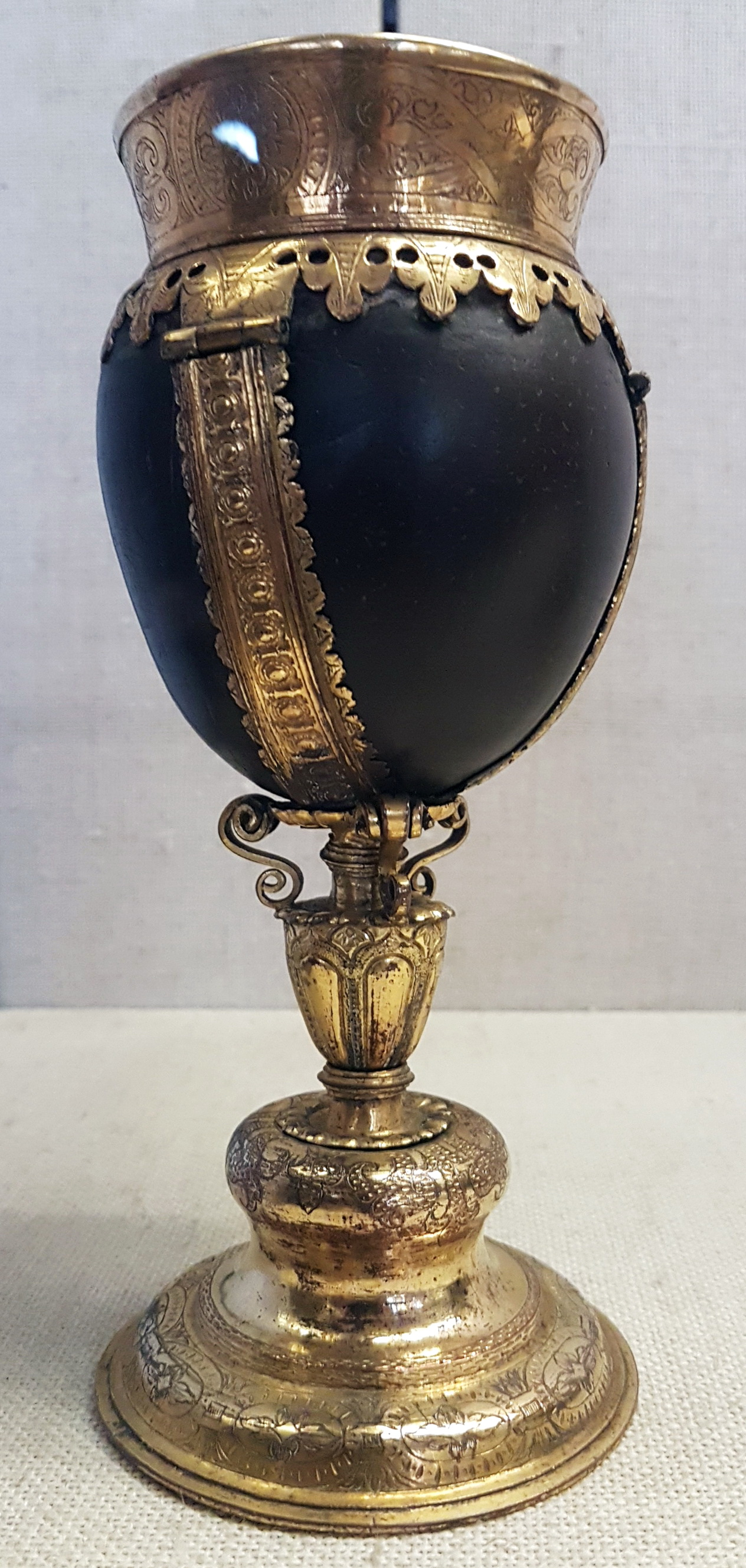
Copa de coco del siglo XVI

### Esmaltado
La colección incluye numerosos objetos de arte históricos decorados con esmaltes, entre ellos:
- el tríptico de San Andrés, con una estatua de San Andrés bañada en plata del siglo XVI en el panel central; los esmaltes champlevé de los paneles laterales son posiblemente obra de Godefroid de Claire,[n. 4] (Mosano, c. 1160-70);

- un cofre relicario en champlevé con relieves de santos en cobre (Limoges, finales del siglo XII);

- una cruz procesional en champlevé con un relieve de Jesús en cobre (Limoges, finales del siglo XII);

- el báculo de Arnoldo II von Isenburg, arzobispo de Tréveris de 1242 a 1259 (Limoges, mediados del siglo XIII);

- el báculo de Heinrich II von Finstingen, arzobispo de Trier de 1260 a 1286 (Limoges, mediados del siglo XIII).

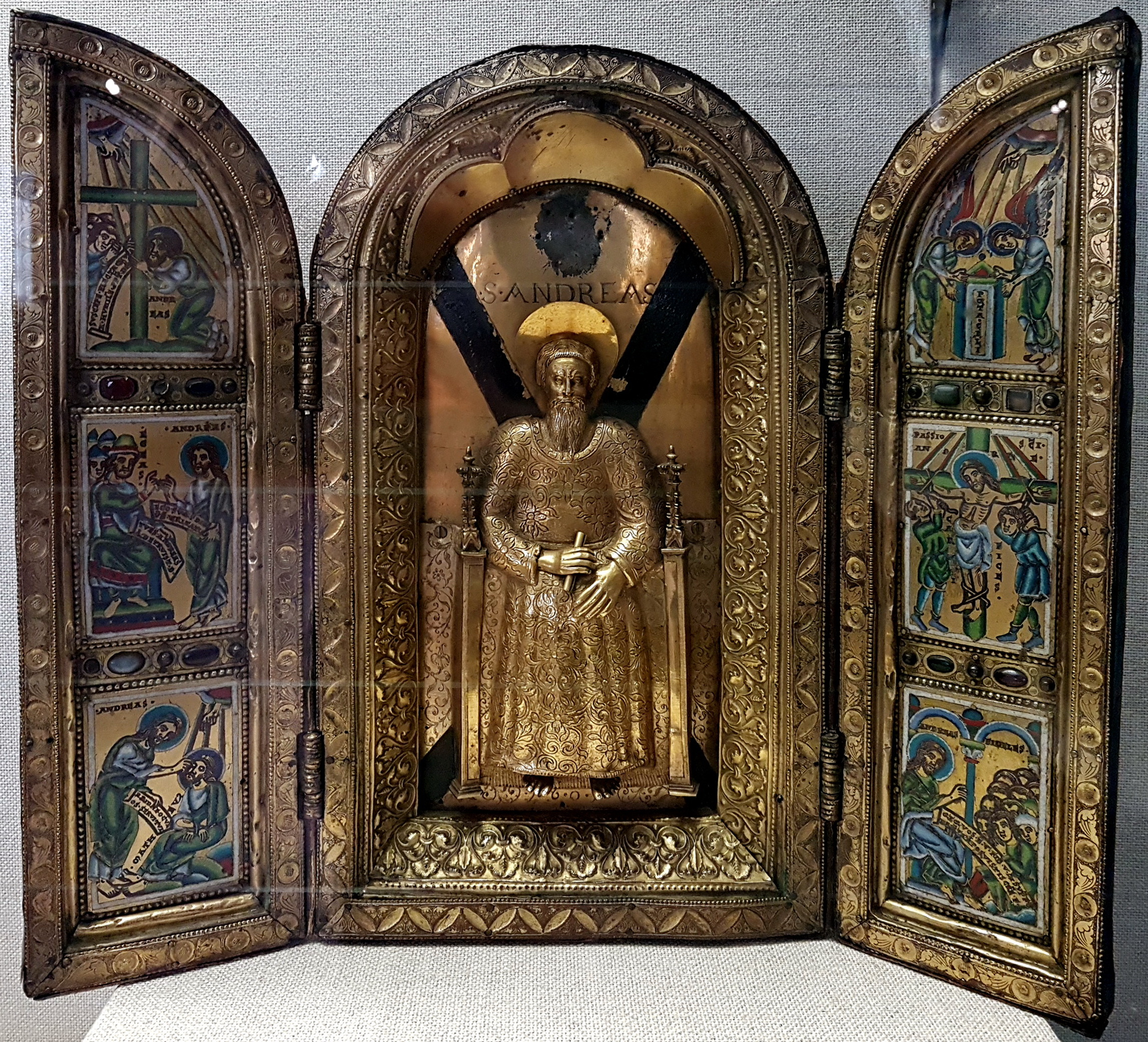
Tríptico de San Andrés
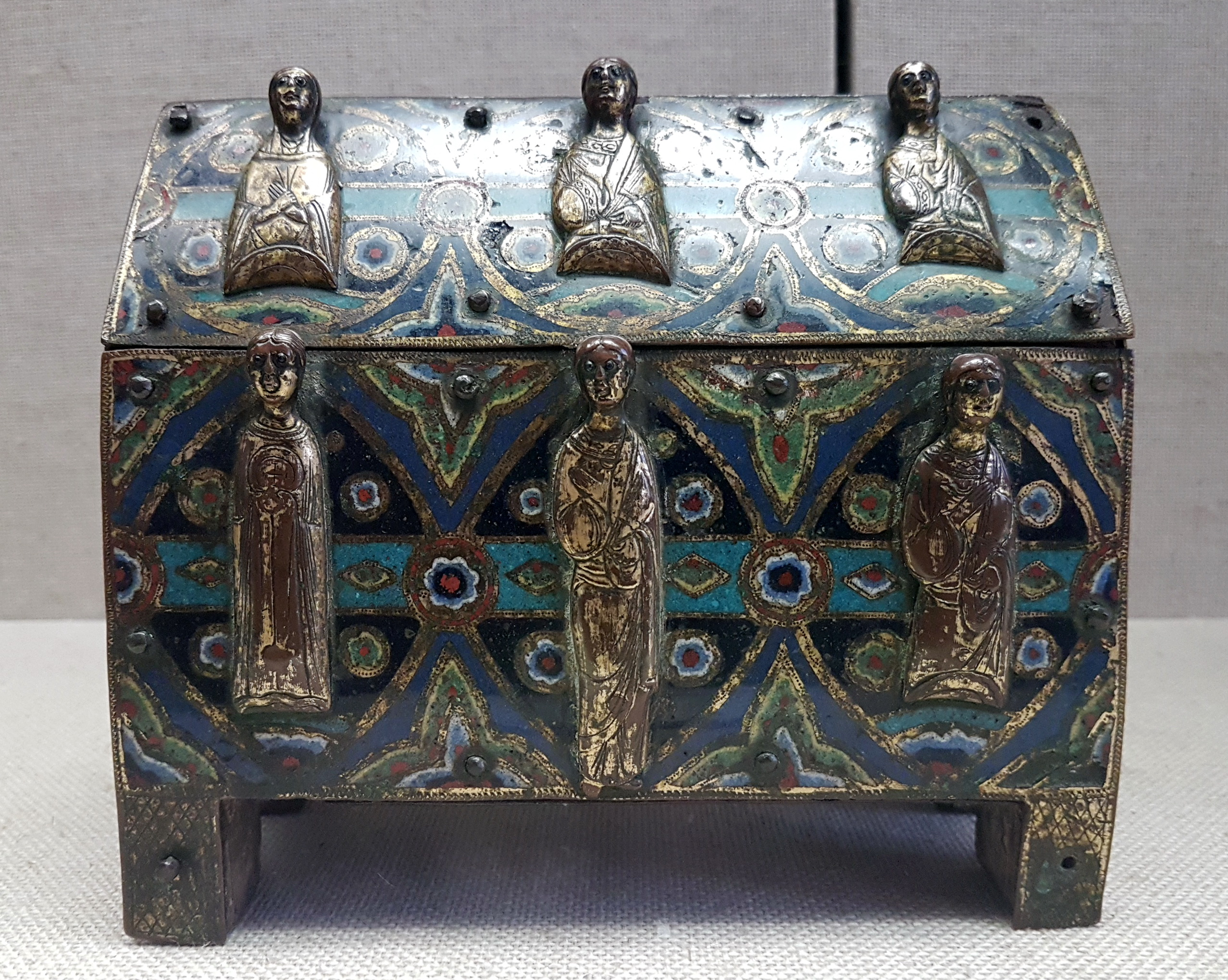
Cofre relicario de Limoges
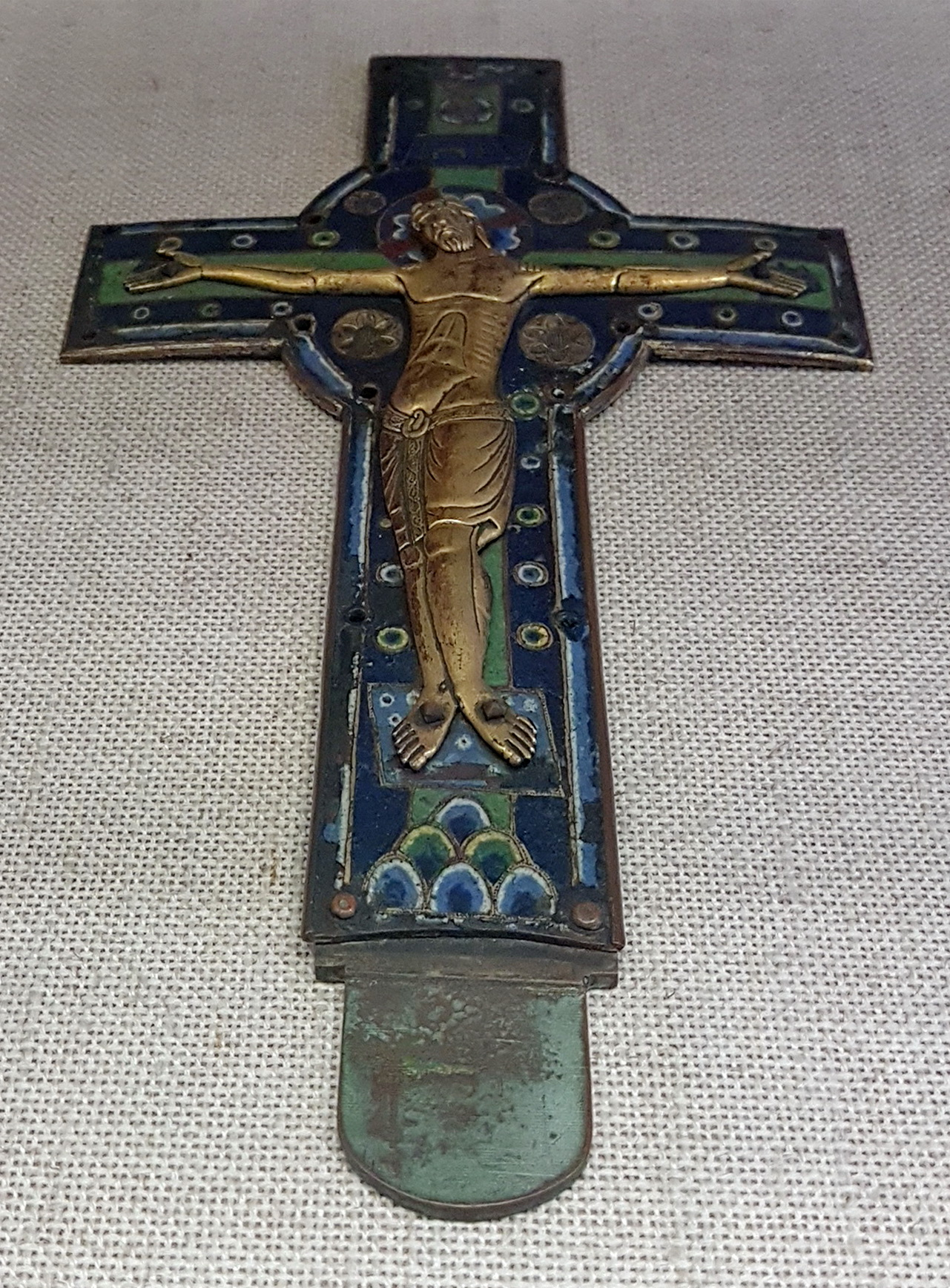
Cruz procesional de Limoges
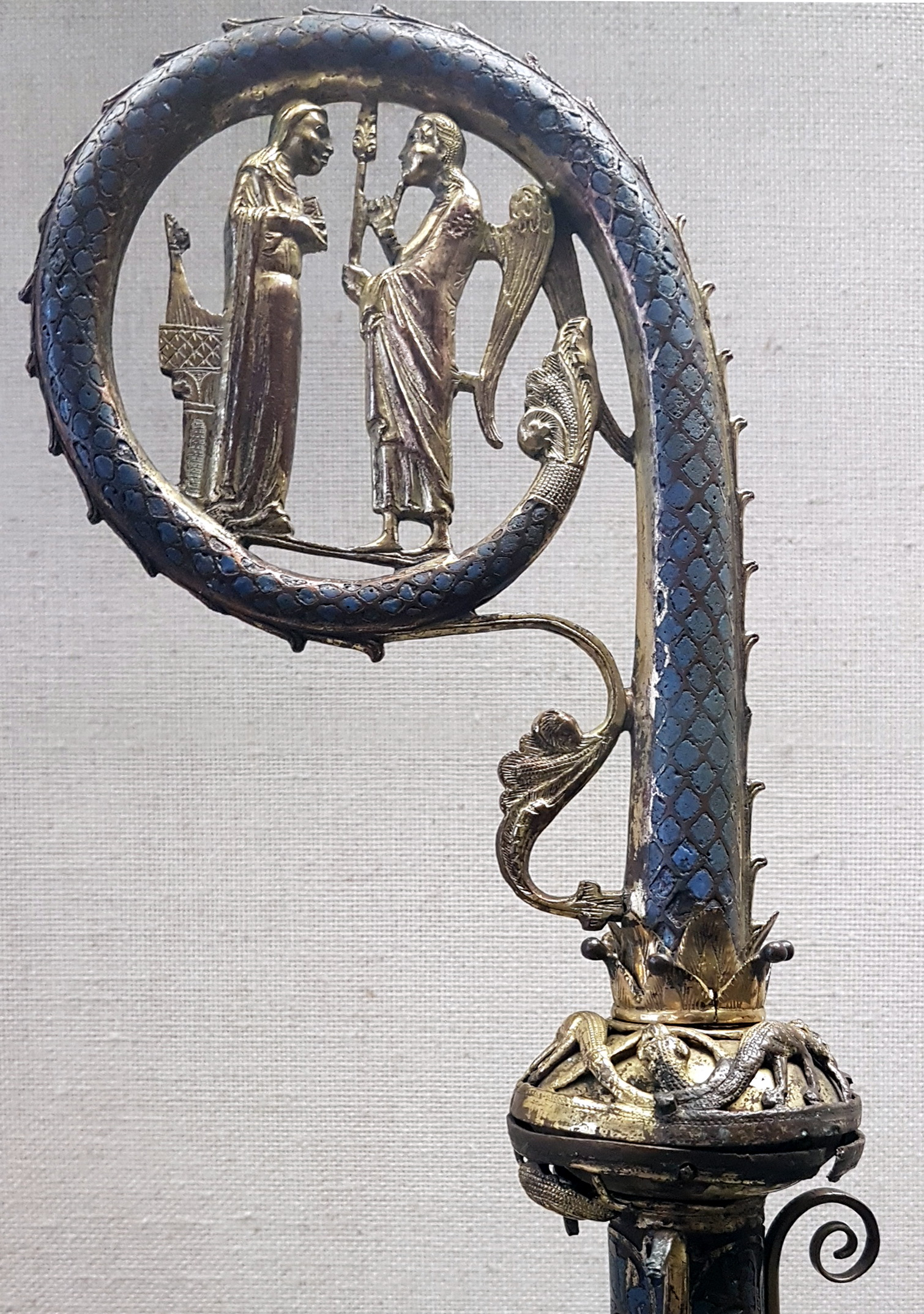
Báculo de Arnoldo II

### Pintura y escultura

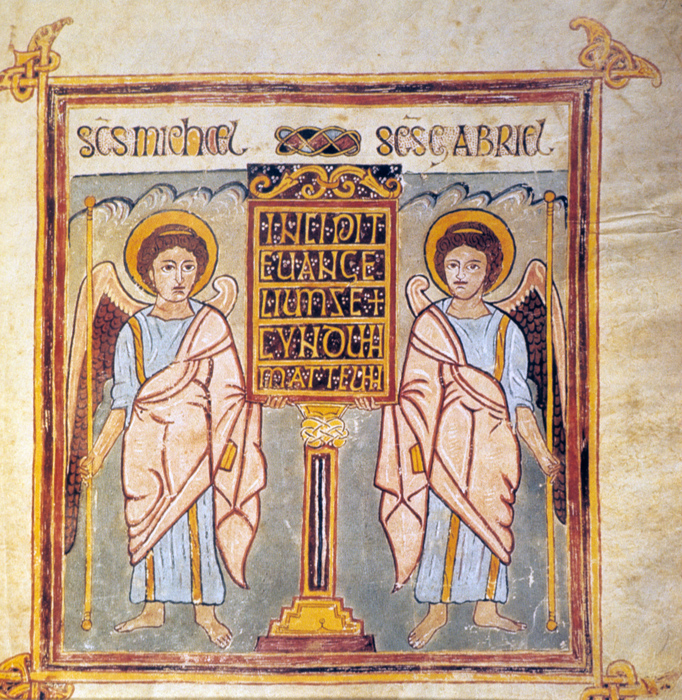
Evangeliario de Tréveris, siglo.

La catedral de Tréveris posee numerosas pinturas, estatuas y relieves, la mayoría de los cuales se encuentran en la catedral, donde cumplen una función religiosa. Algunas, principalmente tallas de marfil, se conservan en el tesoro:
- el Marfil de Tréveris, un relieve de marfil de arte bizantino de una procesión con reliquias (Constantinopla, siglo VI?);[11]

- un relieve de marfil con la Presentación de Jesús en el Templo y el Bautismo de Jesús, parte de la cubierta de un libro del Códice de Simeón, anteriormente de la Colegiata de San Simeón (Tréveris, c. 1100);

- un relieve de marfil con la Anunciación, parte de la cubierta de un libro (Sajonia, principios del siglo XII);

- una Virgen plateada con el Niño en un halo de rayos (Franz Thaddäeus Lang, Augsburgo, 1725-1730).

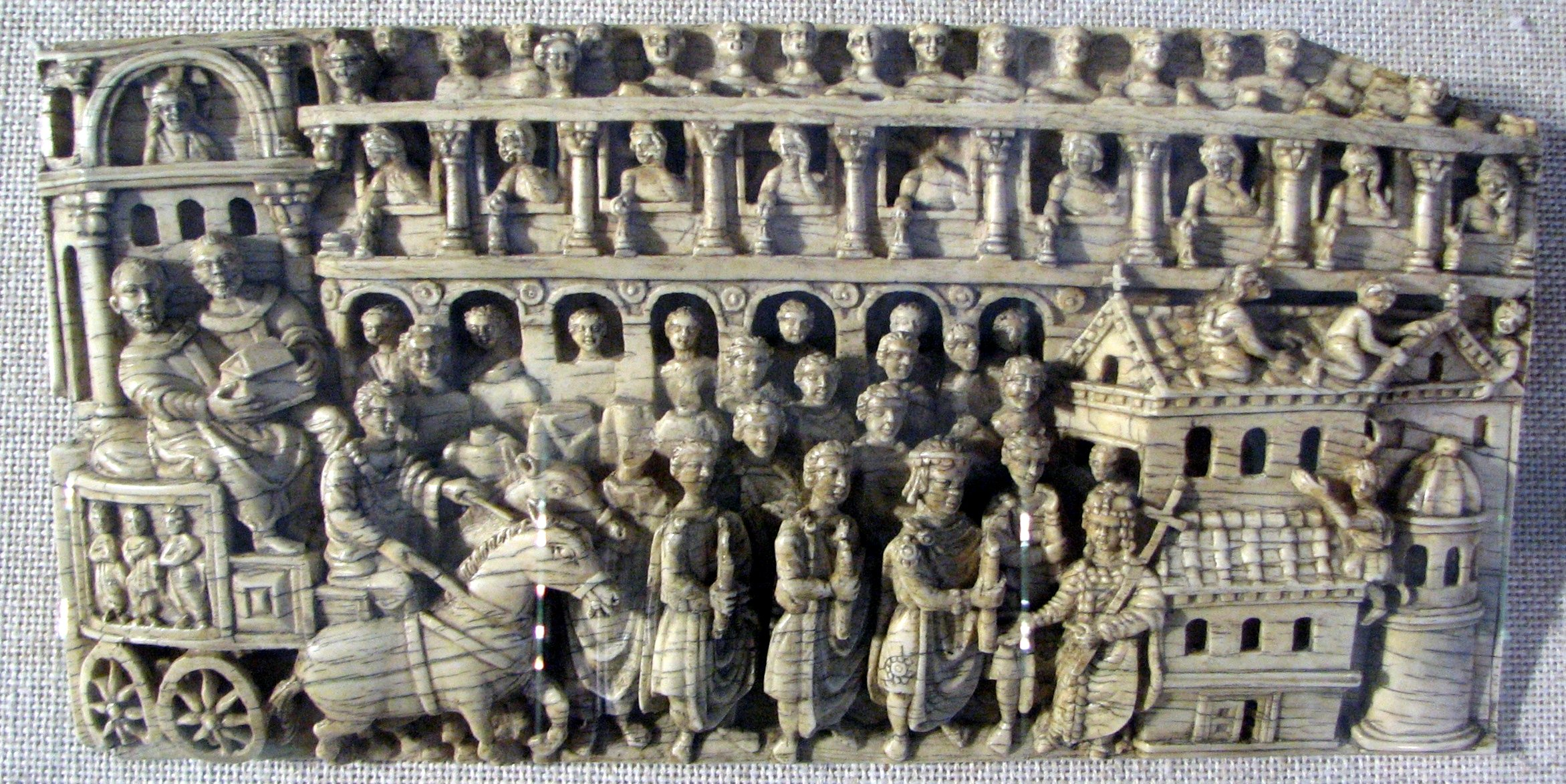
Marfil de Tréveris
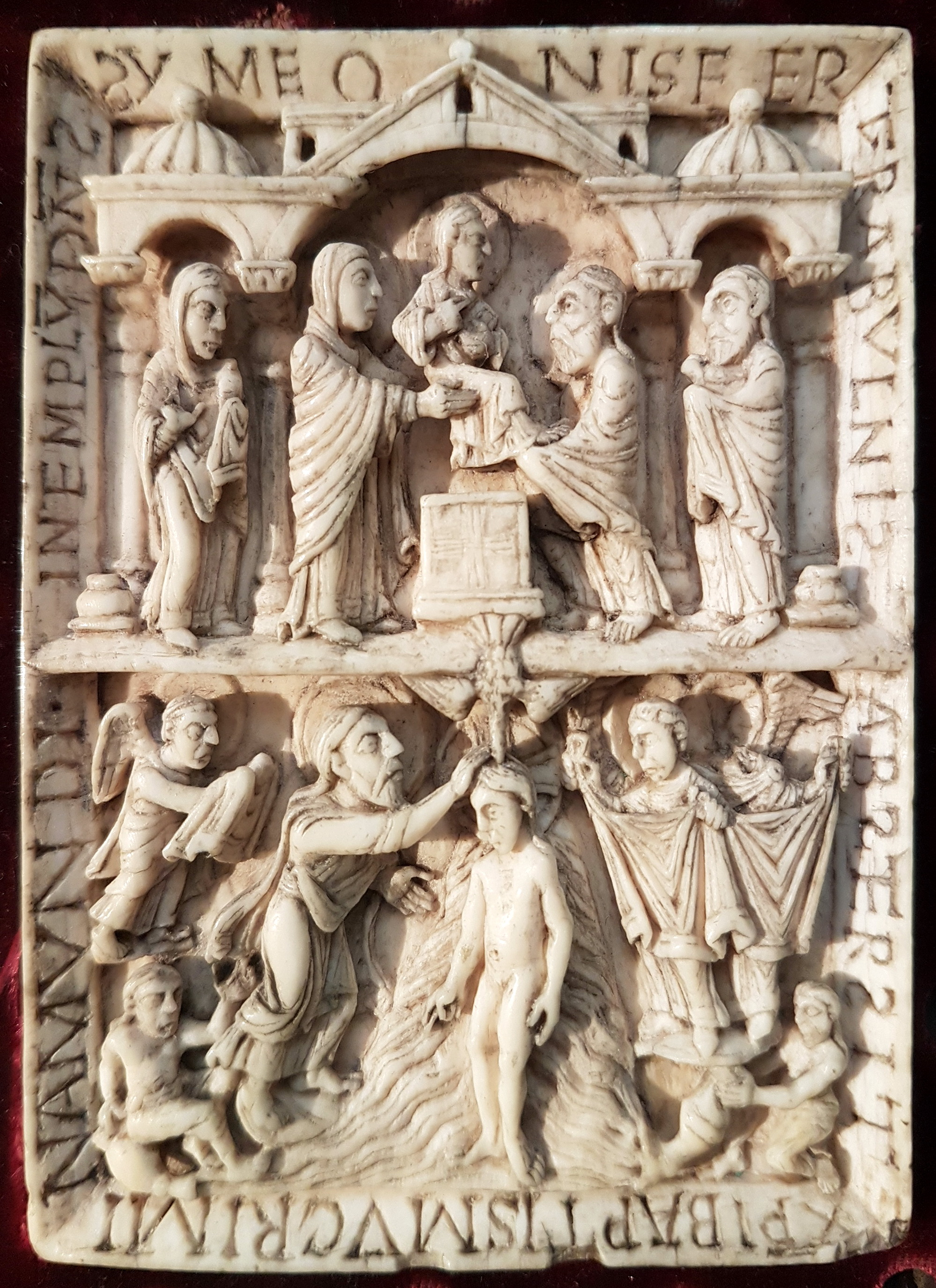
Portada del libro Códice Simeón
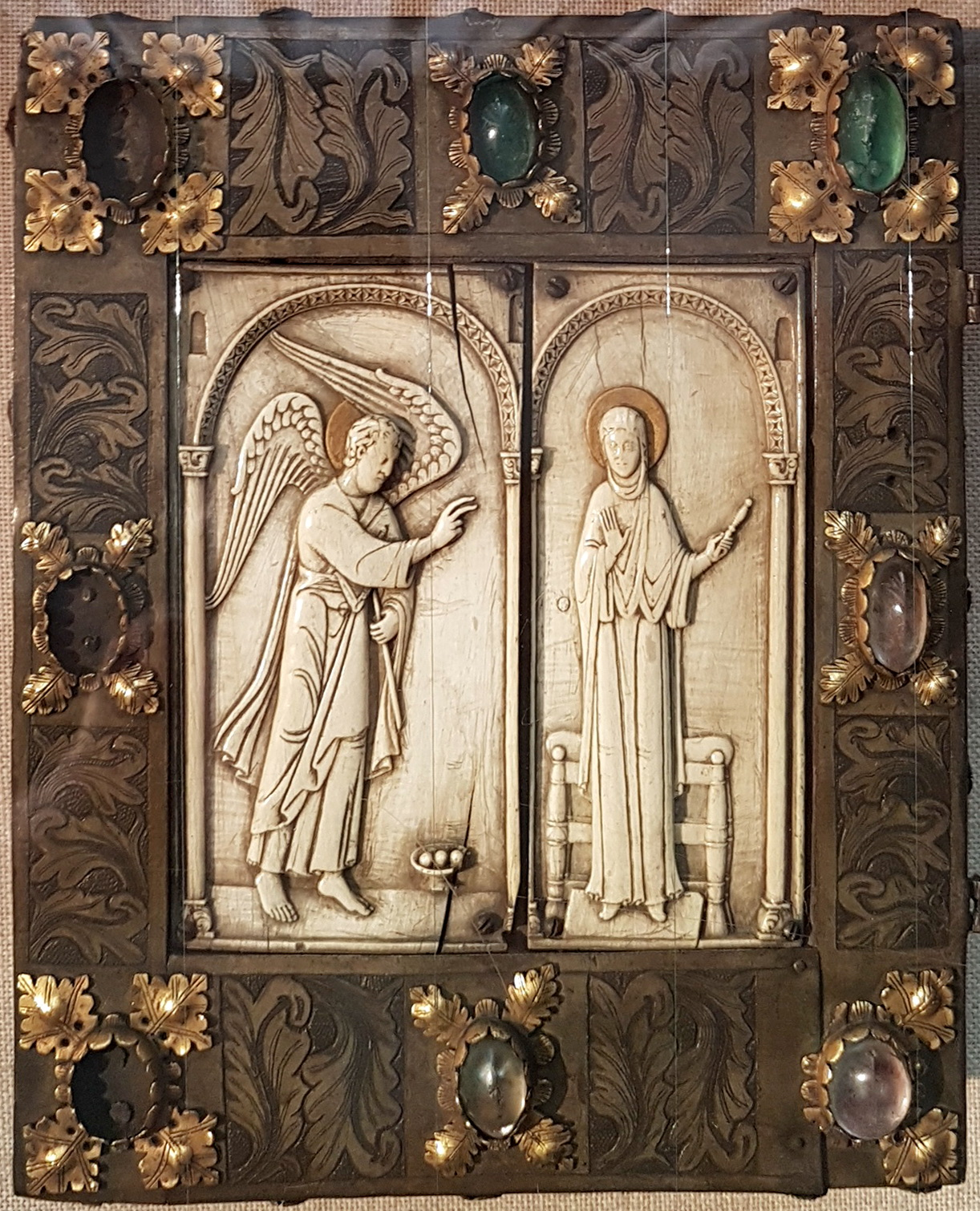
Portada del libro sajón
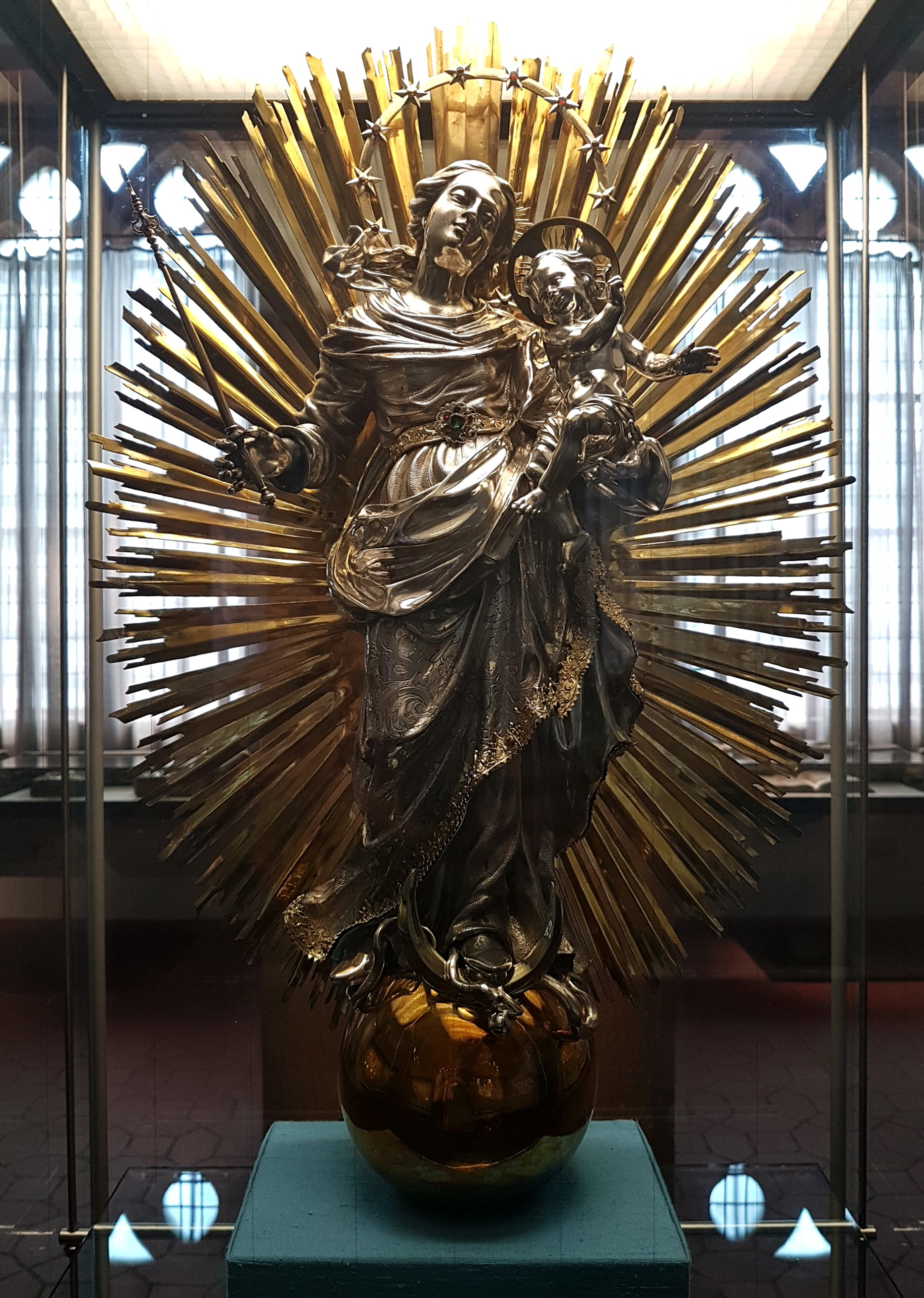
Virgen de Plata

### Libros y manuscritos
En el tesoro se exponen sólo unos pocos ejemplares de la colección de libros históricos y manuscritos medievales:
- Evangeliario de Tréveris, Ms. 61 (Tréveris o Echternach, ca. 700-750);

- Códice de Simeón o Códice Simeonis, leccionario griego con cubierta de marfil de San Simeón en Tréveris (siglos X/XI);

- Evangeliarium de Helmarshausen, escrito en la Abadía de Helmarshausen por el presbítero Teófilo (Helmarshausen, c.  1100);

- Libro de perícopas de Kuno II von Falkenstein, arzobispo de Tréveris entre 1362 y 1388 (Tréveris, c. 1380).